# Comitatul Chambers, Alabama
Comitatul Chambers, conform originalului din limba engleză, Chambers County (codul său FIPS este 01 - 017 Arhivat în 9 august 2014, la Wayback Machine.), este unul din cele 67 de comitate ale statului Alabama, Statele Unite ale Americii.
Chambers County a fost numit în onoarea lui Henry H. Chambers, care a servit ca Senator al Statelor Unite din partea statului Alabama. Conform Census 2000, populația comitatului era de 36.583 de locuitori.  Sediul comitatului este orașul La Fayette. Comitatul Chambers County este parte a zonei micropolitane Valley (în engleză, Micropolitan Statistical Area).

## Demografie
|  | Graficele sunt indisponibile din cauza unor probleme tehnice. Mai multe informații se găsesc la Phabricator și la wiki-ul MediaWiki. |

Date: Wikidata - grafică realizată de Wikipedia